# Michelle Thomas (Schauspielerin)
Michelle Doris Thomas (* 23. September 1968 in Boston, Massachusetts; † 23. Dezember 1998 in New York City, New York) war eine US-amerikanische Schauspielerin.

## Leben
Geboren in Boston als Tochter von Phynjuar und Dennis Thomas, wuchs sie in Montclair, New Jersey, auf. Neben der Rolle als Justine in der Bill Cosby Show wurde Michelle Thomas vor allem als Myra Monkhouse in der Sitcom Alle unter einem Dach bekannt.
Am 23. Dezember 1998 starb die Afroamerikanerin im Memorial Sloan-Kettering Cancer Center 30-jährig an den Folgen von Magenkrebs. An ihrer Seite war ihr Ex-Freund Malcolm-Jamal Warner, der als Theo Huxtable bei der Bill Cosby Show mitgespielt hatte.
Ihr Vater Dennis Thomas war Mitglied der erfolgreichen Band Kool & the Gang.

## Filmografie
- 1988–1990: Die Bill Cosby Show (The Cosby Show, Fernsehserie, acht Folgen)
- 1989: Hawk (A Man called Hawk, Fernsehserie, eine Folge)
- 1989: Dream Date (Fernsehfilm)
- 1991: Hangin’ out – 4 Homeboys Unterwegs (Hangin’ with the Homeboys, Kinofilm)
- 1993–1998: Alle unter einem Dach (Family Matters, Fernsehserie, 55 Folgen)
- 1994: Thea (Fernsehserie, zwei Folgen)
- 1997: Malcolm & Eddie (Fernsehserie, eine Folge)
- 1998: Schatten der Leidenschaft (The Young and the Restless, Fernsehserie, 38 Folgen)
- 1999: Unbowed (Kinofilm)

## Auszeichnungen
- 1999: NAACP Image Award: nominiert als Beste Darstellerin in einer Seifenoper (Schatten der Leidenschaft)